# Postumer Titel
In manchen Kulturen wird Angehörigen des Herrscherhauses nach ihrem Tode ein postumer Titel verliehen. Die meisten Monarchen Chinas, Koreas und Vietnams sowie alle japanischen Kaiser werden gemeinhin mit ihrem postumen Titel bezeichnet. Postume Titel wurden in China und Vietnam auch vergeben, um das Lebenswerk nichtadliger Personen zu würdigen, beispielsweise das erfolgreicher Staatsmänner oder geistiger Führer.

## Chinesische Kaiser
Der Brauch, postume Titel zu verleihen, hat seinen Ursprung in der chinesischen Zhou-Dynastie und ist damit 800 Jahre älter als der Gebrauch von Tempelnamen. Die erste Person, die einen postumen Titel erhielt, war Ji Chang (姬昌), dem sein Sohn Ji Fa (姬发) von Zhou den Titel „höflicher und gesitteter König“ (chinesisch 文王) verlieh. Unter der Qin-Dynastie verschwand der Gebrauch der postumen Titel wieder, weil Kaiser Shihuang es als respektlos von „späteren Kaisern“ (嗣皇帝) proklamierte, über ihre Vorfahren („frühere Kaiser“; 先帝) zu urteilen. Nach dem Sturz der Qin-Dynastie wurde der Gebrauch von postumen Titeln unter der Han-Dynastie wieder aufgenommen.
Die postumen Titel aller chinesischen Herrscher beginnen mit dem Zeichen des Namens der jeweiligen Dynastie und enden auf die zwei Zeichen 皇帝 (Huáng Dì), die zu 帝 (Dì) verkürzt werden können. Einige wenige Herrscher erhielten auch postume Titel ohne den Zusatz 皇 (Huáng).
Ab Kaiser Xiaohui von Han trugen die Titel fast aller Kaiser von China das Zeichen 孝 (Xiào) nach dem Dynastienzeichen. Es bezeichnet die treue Ergebenheit eines Kindes zu einem Vater, und den Willen und das Bemühen, das Werk des Vaters bestmöglich fortzusetzen. Nach der Han-Dynastie pflegten die Dynastien Tang, Song, Ming und Qing diesen Brauch. Die Kaiser der Qing-Dynastie setzten das Zeichen auch an andere Stellen im postumen Titel.
Mit der Zeit wuchs die Zahl der Zeichen in den postumen Titeln. Bei den Kaisern der Tang-Dynasty hatten die Titel sieben bis 18 Zeichen, bei den Qing-Kaisern 21. So lautet beispielsweise der vollständige postume Titel des Kaisers Shunzhi „Der Kaiser der Ordnung, der die Himmlischen Bräuche mit feierlichem Geschick verfolgt, der dazu bestimmt ist, [das Reich] zu vereinen, errichtet mit höchst begabten Einsichten, bewundert die Künste, befestigt die Macht, [ist] mit großer Tugend und gewaltigen Taten [gesegnet], strebt nach Menschlichkeit, [ist] von reinem kindlichen, vatertreuem Gemüt“ (體天隆運定統建極英睿欽文顯武大德弘功至仁純孝章皇帝,  Audiodatei zur Ausspracheⓘ: tǐ tiān lóng yùn dìng tǒng jiàn jí yīng ruì qīn wén xiǎn wǔ dà dé hóng gōng zhì rén chún xiào zhāng huáng dì).
Unter den Frauen erhielt Kaiserinmutter Cixi den längsten postumen Titel: „Die Kaiserin, die von bewundernswerter kindlicher Treue und Vaterliebe ist, von der Freundlichkeit ausgeht, mit gesegneter Gesundheit, befestigt die Zufriedenheit und würdige Aufrichtigkeit ohnegleichen, ist langlebig, verdient wachsende und blühende Bewunderung, unverhüllte Verehrung, gedeihe unter einem seligen Himmel, als heilige Erscheinung“ (chinesisch 孝欽慈禧端佑康頤昭豫庄誠壽恭欽獻崇熙配天興聖顯皇后, Pinyin xiào qīn cí xǐ duān yòu kāng yí zhāo yù zhuāng chéng shòu gōng qīn xiàn chóng xī pèi tiān xīng shèng xiǎn huáng hòu).
Postume Titel konnten Lobpreisung (褒字) oder Abwertungen (贬字) sein. Weil es mehr Lobesvarianten als abwertende gibt, werden die postumen Titel auf Chinesisch auch „respektvolle Namen“ (chinesisch 尊号, Pinyin zūn hào). Die Regeln für die Titelwahl sind in Sima Qians Aufzeichnungen des Großen Geschichtsschreibers ausführlich beschrieben. Einige Richtlinien:
- Lob
  - Herrscher mit einer beständigen und vernünftigen Regierung (刚强理直) erhalten den Titel „kriegerisch“ (武 wǔ). (Dies ist eine der höchsten Auszeichnungen.)
  - Herrscher, die dem Volk sehr zugeneigt waren und seine Bedürfnisse beachteten (愍民惠礼), werden „bürgernah“ (文 wén) genannt. (Dies ist eine der höchsten Auszeichnungen.)
  - Herrscher, die Begabte fördern und Rechtschaffenheit wertschätzen (尊贤贵义), werden „ehrfurchtsvoll“ (恭 gòng) genannt.
  - Herrscher von freundlichem und wohlwollendem Wesen (温柔圣善) werden „gutartig“ (懿 yì) genannt.
  - Herrscher, die dem Volk aus Rechtschaffenheit beistehen (由义而济), werden „bewundernswert“ (景 jǐng) genannt.
  - Herrscher, die das Volk aus Mitgefühl freundlich behandeln (柔质慈民), werden „mitfühlend“ (惠 huì) genannt.
  - Herrscher, die Bedrohungen aus dem Weg räumen und Grausamkeit unterdrücken (除残去虐), werden „Tāng“ (汤) genannt.  (Möglicherweise rührt dieser Titel von dem berühmten König Chengtang (成汤) her, dem Gründer der Shang-Dynastie.)
  - Herrscher, unter deren Regierung das Volk sehr zufrieden ist (安民立政), werden „aufbauend“ (成  chéng) genannt. (Vermutlich hängt auch dieser Titel mit König Chengtang zusammen.)
  - Bedachtvolle und weitsichtige Herrscher (思虑果远) werden „brillant“ (明 míng) genannt.
  - Herrscher, die dem Volk ihre Tugend und Rechtschaffenheit verkündigen (布德执义), werden „majestätisch“ (穆 mù) genannt.
  - Herrscher, die in offensiver Weise ihr Reich vergrößern (辟土服远), werden „entdeckungsfreudig“ (桓 huán) genannt.
  - Für die Begründer von Dynastien ist der besondere Titel Gāo (高) vorbehalten.

- Abwertung
  - Kurzlebige Herrscher ohne große Errungenschaften (短折不成) erhalten den Titel „in unreifem Alter dahingeschieden“ (殇 shāng).
  - Herrscher mit chronischen Depressionen (oft in politischen Notlagen) (在国连忧) werden „jammervoll“ (愍 mǐn) genannt.
  - Herrscher, die wegen anfälliger Gesundheit früh dahinscheiden (蚤孤短折), werden „beklagenswert“ (哀 āi) genannt.
  - Herrscher, die sich den Opfern für ihre Ahnen besonders hingeben (肆行劳祀), werden „trauervoll“ (悼 dào) genannt.

Alles in allem wurden diese Titel subjektiv, wiederholt und sehr stereotyp vergeben, zumal sie in gewisser Weise willkürlich verliehen werden. Meist wurden sie von Hofhistorikern nach dem Muster guter oder schlechter Taten vergeben. In China wird der Prozess der Verleihung postumer Titel als „rückwirkende postume Namensgebung“ (chinesisch 追谥) bezeichnet.

## Japanische Kaiser
Die postumen Titel der Tennō (japanischen Kaiser) werden teigō (jap. 帝号, dt. „Kaisertitel“) genannt. Zusätzlich zum Anrede-Suffix -tennō (天皇, dt. „himmlischer Herrscher“), das Teil jedes postumen Titels der Tennō ist, bestehen sie aus zwei Kanji, einige aus dreien. Manche Tennō erhalten ihren Titel erst Generationen später – beispielsweise die Tennō Jimmu und Antoku. Andere erhalten ihn unmittelbar nach ihrem Ableben, wie etwa Mommu-tennō.
Manche Tennō tragen chinesische Titel:
- Jimmu (神武天皇, Jimmu-tennō, dt. „göttliche Macht“)
- Nintoku (仁徳天皇, Nintoku-tennō, dt. „menschenfreundliche Tugend“)
- Ōjin (応神天皇, Ōjin-tennō, dt. „der den Göttern antwortet“)

Manche Tennō tragen japanische Titel:
- nach dem Geburtsort oder der Residenz:
  - Saga (嵯峨天皇, Saga-tennō), nach einem Palast (院, in) benannt
  - Ichijō (一条天皇, Ichijō-tennō), nach einer offiziellen Residenz benannt (邸, tei)
  - Kōmyō (光明天皇, Kōmyō-tennō), nach einem Tempel benannt
  - Higashiyama (東山天皇, Higashiyama-tennō), nach einem Hügel benannt
- nach bewundernswerten Charaktereigenschaften, die von einem Vorgänger herrühren; dazu wird Go (後, dt. „der Letztere“) als Präfix zum jeweiligen Vorgänger hinzugefügt:
  - Go-Ichijō  (後一条天皇, Go-Ichijō-tennō)
  - Go-Daigo (後醍醐天皇, Go-Daigo-tennō)
  - Go-Sakuramachi (後桜町天皇, Go-Sakuramachi-tennō)
- nach einer Kombination der postumen Titel zweier voriger Tennō:
  - Gemmei (元明天皇, Gemmei-tennō) + Genshō (元正天皇, Genshō-tennō) = Meishō (明正天皇, Meishō-tennō)
  - Shōtoku (称徳天皇, Shōtoku-tennō) + Kōnin (光仁天皇, Kōnin-tennō) = Shōkō (称光天皇, Shōkō-tennō)

## Koreanische Könige und Kaiser
Obwohl die Könige und Kaiser Koreas ausgearbeitete postume Titel trugen, sind sie heute vornehmlich unter ihren Tempelnamen bekannt.

## Sonstige postume Titel
In China, Vietnam und Korea war es mitunter üblich, herausragenden Persönlichkeiten postume Titel zu verleihen, auch wenn sie nicht verwandtschaftlich mit dem Herrscherhaus verbunden waren.
- Konfuzius
- Laozi
- Yi Sun-sin (postumer Titel „Chungmu“)

Oftmals erhielten direkte Vorfahren des ersten Kaisers einer Dynastie ebenfalls postume Titel, auch wenn diese Vorfahren damals keine gekrönten Häupter waren.
- Cao Cao, Prinz von Wei und letzter Kanzler der Han-Dynastie, begründete die Macht der Wei-Dynastie, die von seinem Sohn Cao Pi gegründet wurde. Von diesem wurde Cao Cao postum zum Kaiser Wu von Wei (chinesisch 魏武帝) ernannt.
- Sima Zhao, Prinz von Jin und Regent der Wei-Dynastie zur Zeit der Drei Reiche, war der Vater des ersten Jin-Kaisers Sima Yan (Kaiser Wu von Jin). Obwohl er selbst nie Kaiser war, erhielt Sima Zhao den postumen Titel Kaiser Wen von Jin. Sein Vater Sima Yi erhielt ebenfalls einen postumen Titel, Kaiser Xuan von Jin, sowie Gaozu als Tempelnamen.

Ein ungewöhnlicher Fall dieses Gebrauchs postumer Titel liegt bei Laozi vor. Die Li-Familie der Tang-Dynastie sah ihn als ihren Stammvater an und verlieh ihm den postumen Titel Kaiser von Xuanyuan.